# SCImago Journal Rank

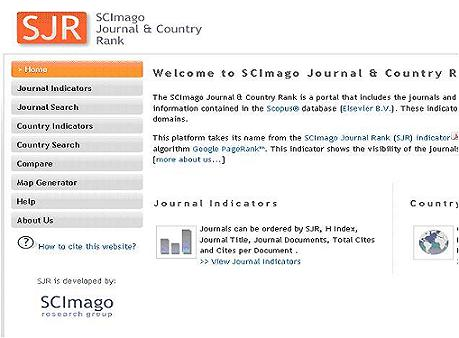
Portal SCImago Journal i zrzut ekranu z rankingiem kraju

Wskaźnik SCImago Journal Rank (SJR) próbuje ilościowo oddać miarę prestiżu czasopism naukowych. Wskaźnik ten uwzględnia zarówno liczbę cytowań otrzymanych przez czasopismo, jak i wskaźniki prestiżu czasopism, z których pochodzą cytowania.

## Uzasadnienie wskaźnika
Traktując cytaty jako pewnego rodzaju wskaźniki popularności publikacji naukowych, można je uznawać za potwierdzenie prestiżu naukowego. Prestiż ten można rozumieć jako połączenie liczby rekomendacji oraz prestiżu dzieł je publikujących. Przyjmując ten pogląd, wskaźnik SJR przypisuje cytowaniom różne wartości w zależności od postrzeganego prestiżu czasopism, z których pochodzą.
Jednakże badania jakości i rzetelności metodologicznej wykazały, że - wbrew powszechnym oczekiwaniom - „rzetelność opublikowanych prac badawczych z kilku dziedzin może spadać wraz ze wzrostem rangi czasopisma”.
Obliczanie wskaźnika SJR jest podobne do wyniku Eigenfactor, przy czym pierwszy opiera się na bazie Scopus, a drugi na bazie Web of Science, ale istnieją jeszcze inne różnice.

## Obliczanie wskaźnika
Wskaźnik SJR czasopisma to wartość liczbowa reprezentująca średnią liczbę ważonych cytowań otrzymanych w wybranym roku na dokument opublikowany w tym czasopiśmie w ciągu ostatnich trzech lat zindeksowanych przez Scopus. Wyższe wartości wskaźnika SJR mają świadczyć o większym prestiżu czasopisma. 
SJR został opracowany przez Scimago Lab, wywodzący się z grupy badawczej na Uniwersytecie w Granadzie.
Wskaźnik SJR jest odmianą miary centralności wektora własnego stosowanej w teorii sieci. Takie miary ustalają znaczenie węzła w sieci w oparciu o zasadę, że połączenia z węzłami o wysokiej punktacji w większym stopniu przyczyniają się do wyniku węzła. Wskaźnik SJR został opracowany do stosowania w niezwykle dużych i heterogenicznych sieciach cytowań czasopism. Jest to wskaźnik niezależny od wielkości, a jego wartości porządkują czasopisma według ich „średniego prestiżu na artykuł” i mogą być wykorzystywane do porównań czasopism w procesach oceny nauki. Wskaźnik SJR to bezpłatny wskaźnik czasopisma inspirowany algorytmem podobnym do PageRank i wykorzystujący go.
Obliczanie wskaźnika SJR odbywa się za pomocą algorytmu iteracyjnego, który rozdziela wartości prestiżu pomiędzy czasopismami, aż do osiągnięcia stanu ustalonego. Algorytm SJR rozpoczyna się od ustalenia identycznej wartości prestiżu dla każdego czasopisma, a następnie przy użyciu procedury iteracyjnej prestiż ten jest redystrybuowany w procesie, w którym czasopisma przekazują sobie nawzajem uzyskany prestiż poprzez cytowania. Proces kończy się, gdy różnica pomiędzy wartościami prestiżu czasopisma w kolejnych iteracjach nie osiąga już minimalnej wartości progowej. Proces ten składa się z dwóch etapów: (a) obliczenia Prestige SJR ( PSJR ) dla każdego czasopisma: miary zależnej od rozmiaru, która odzwierciedla prestiż całego czasopisma oraz (b) normalizacji tej miary w celu osiągnięcia wskaźnika niezależnego od rozmiaru miara prestiżu, wskaźnik SJR.
Oprócz sieciowego wskaźnika SJR, SJR zapewnia również bardziej bezpośrednią alternatywę dla współczynnika wpływu (IF), w postaci średniej liczby cytowań na dokument w okresie 2 lat, w skrócie Cites per Doc. (2 lata).